# Bistum Bafang
Das Bistum Bafang (lat.: Dioecesis Bafangensis) ist eine in Kamerun gelegene römisch-katholische Diözese mit Sitz in Bafang. Es umfasst die Departements Haut-Nkam und Nkam im Westen des Landes.

## Geschichte
Papst Benedikt XVI. gründete das Bistum Bafang am 26. Mai 2012 aus Gebietsabtretungen des Bistums Nkongsamba. Erster Bischof wurde Abraham Kome.